# Кодекс Йоро
Кодекс Йо́ро (яп. 養老律令, ようろうりつりょう, йоро ріцурьо, «кримінальне і цивільне право року Йоро») — збірник законів стародавньої японської держави VIII століття. 
Укладений у 718, 2 році Йоро, зусиллями групи правників під проводом Фудзівари но Фухіто шляхом редагування статей Кодексу Тайхо. Набув чинності з 757, 1 року Темпьо-Ходзі. 
Складається з положень кримінального (律, ріцу) і цивільного (令, рьо) права. Виконував роль основного закону Японії з 2-ї половини VIII століття. 
Томи, які містили положення кримінального права втрачено, а 10 томів цивільного права збереглися у збірнику тлумачень цивільного права «Рьоносюґе» Кодексу Йоро.